# Atletismo na Universíada de Verão de 2021
O atletismo na Universíada de Verão de 2021 será disputado no estádio Centro de Esportes de Shuangliu (Shuangliu Sports Centre Stadium) em Chengdu, na China, entre 1 e 6 de agosto de 2023.

## Calendário
| Atletismo | Agosto | Agosto | Agosto | Agosto | Agosto | Agosto | Agosto | Agosto | Agosto | Agosto | Agosto | Agosto | Agosto | Eventos |
| Atletismo | 27     | 28     | 29     | 30     | 31     | 1      | 2      | 3      | 4      | 5      | 6      | 7      | 8      | Eventos |
| --------- | ------ | ------ | ------ | ------ | ------ | ------ | ------ | ------ | ------ | ------ | ------ | ------ | ------ | ------- |
| Masculino |        |        |        |        |        |        | 4      | 6      | 3      | 4      | 8      |        |        | 25      |
| Feminino  |        |        |        |        |        | 2      | 2      | 4      | 4      | 7      | 6      |        |        | 25      |
| Total     |        |        |        |        |        | 2      | 6      | 10     | 7      | 11     | 14     |        |        | 50      |

|  | Dia de competição |  | Dia de final |

## Medalhistas

### Masculino
| 100m (2 ago)                  |
| 200m (4 ago)                  |
| 400m (3 ago)                  |
| 800m (6 ago)                  |
| 1 500m (3 ago)                |
| 5 000m (6 ago)                |
| 10 000m (2 ago)               |
| 110m com barreiras (5 ago)    |
| 400m com barreiras (4 ago)    |
| 3000m com obstáculos (3 ago)  |
| 4 x 100 m (6 ago)             |
| 4 x 400 m (6 ago)             |
| Provas de estrada             |
| 20 km marcha atlética (5 ago) |
| Meia-maratona (6 ago)         |
| Provas de estrada (equipe)    |
| 20 km marcha atlética (5 ago) |
| Meia-maratona (6 ago)         |
| Provas de campo               |
| Salto em altura (3 ago)       |
| Salto com vara (5 ago)        |
| Salto em distância (6 ago)    |
| Salto triplo (3 ago)          |
| Lançamento de peso (2 ago)    |
| Lançamento de disco (2 ago)   |
| Lançamento de martelo (4 ago) |
| Lançamento de dardo (6 ago)   |
| Eventos combinados            |
| Decatlo (3 ago)               |

### Feminino
| 100m (2 ago)                  |
| 200m (4 ago)                  |
| 400m (3 ago)                  |
| 800m (3 ago)                  |
| 1 500m (6 ago)                |
| 5 000m (5 ago)                |
| 10 000m (1 ago)               |
| 100m com barreiras (4 ago)    |
| 400m com barreiras (3 ago)    |
| 3000m com obstáculos (4 ago)  |
| 4 x 100 m (6 ago)             |
| 4 x 400 m (6 ago)             |
| Provas de estrada             |
| 20 km marcha atlética (5 ago) |
| Meia-maratona (6 ago)         |
| Provas de estrada (equipe)    |
| 20 km marcha atlética (5 ago) |
| Meia-maratona (6 ago)         |
| Provas de campo               |
| Salto em altura (6 ago)       |
| Salto com vara (4 ago)        |
| Salto em distância (2 ago)    |
| Salto triplo (5 ago)          |
| Lançamento de peso (1 ago)    |
| Lançamento de disco (5 ago)   |
| Lançamento de martelo (5 ago) |
| Lançamento de dardo (3 ago)   |
| Eventos combinados            |
| Heptatlo (5 ago)              |